# Eragrostis nindensis
Eragrostis nindensis là một loài thực vật có hoa trong họ Hòa thảo. Loài này được Ficalho & Hiern mô tả khoa học đầu tiên năm 1881.